# CW7
CW7 foi uma banda brasileira de pop rock formada pelos três irmãos Gustavo Wicthoff (Pipo), Leonardo Wicthoff (Léo) e Paulo Wicthoff (Paulinho), além da prima deles Amanda Wicthoff (Mia), que completou a formação da banda em 2006. Antes disso, os irmãos já se dedicavam à música, sendo que o baterista Paulinho chegou inclusive a montar uma banda com amigos (Alexandre Wicthoff - Rochinha (vocal), Bruno Perotti (guitarra) e Eduardo Chué(baixo). As letras que batizam a banda, CW, estão nas iniciais do nome da família (Wichtoff Cunha), mas para não ficar "WC", preferiram optar por "CW", e o número 7 foi escolhido para trazer sorte, ou como a vocalista Amanda descreve, que o seu sobrenome "Neves" ao contrário fica "seven" (o número 7 em inglês).

## História

### 2006-2007: formação e início de carreira
Ao ser formada, em 2006, a banda contava com os quatro irmãos Rodrigo (backing vocal), Gustavo (guitarra e violão), Leonardo (baixo) e Paulo Wicthoff Cunha (bateria), juntamente com a prima Amanda Wicthoff Neves (vocal, violão e piano). Os irmãos e a prima tocam juntos desde jovens, pois tiveram o interesse pela música muito cedo. O irmão mais velho, Paulo, baterista, chegou a montar uma outra banda com alguns amigos, entretanto logo seus irmãos foram interessando-se pela música e assumindo os lugares na banda. Nesta época os irmãos decidiram que queriam seguir carreira na música e então optaram por se aperfeiçoar, procurando cursos e passando a frequentar escolas relacionadas. Os integrantes consideram o ano de 2007 como o início mesmo da CW7, pois foi quando resolveram levar a banda como algo sério e um projeto de vida.

### 2008-2009:Nada Mais Importa Agora
Em 2008, o grupo lançou seu primeiro CD, intitulado Nada Mais Importa Agora. O lançamento oficial ocorreu na Fnac, no Park Shopping Barigui, em Curitiba. Durante o evento, o quarteto participou de um bate-papo com participação do público e apresentou também as suas canções. Ao final, houve uma sessão de autógrafos. De acordo com o grupo, o processo de gravação começou em julho de 2007 e, em novembro, o trabalho ficou pronto. A inspiração para as canções vem de experiências vividas pelos próprios integrantes da banda, pelos amigos ou, simplesmente, algo surge depois de uma ideia. O guitarrista, Gustavo, afirmou que “a maioria das músicas fala de amor, mas nada meloso demais”. A banda afirmou que também houve a preocupação de fazer um disco bem equilibrado, com músicas mais agitadas, outras mais calmas.

### 2010:O que Eu Quero pra Mime sucesso com "Será Você"
Em 2010 a banda lançou o álbum O que Eu Quero pra Mim, produzido por Brendan Duffey (Norcal Studios) com sete faixas inéditas e quatro releituras de canções do álbum anterior. O sucesso só veio com a canção "Será Você" que permaneceu por várias semanas no Top 10 MTV da MTV Brasil. Devido ao sucesso da banda, ela participou do Acesso MTV no começo de agosto do mesmo ano. Em outubro a banda assinou um contrato com a gravadora ArtMix em parceria com a Maynard Music Em 2011 a banda lançou um álbum homônimo produzido por Brendan Duffey (Malta, Angra, Kiko Loureiro) e Guto Campos (o mesmo produtor do Restart), em seguida lançaram o single "Me Acorde pra Vida" que chegou a estar entre as mais tocadas nas maiores rádios nacionais. Em junho do mesmo ano, o lançamento do clipe desta canção repercutiu nas redes sociais e chegou aos trending topics do Twitter. "Me Acorde pra Vida" também foi indicado como "Hit do Ano" no Video Music Brasil 2011., e também a banda teve indicações como revelação e melhor grupo no Prêmio Multishow de Música Brasileira, e como revelação no Meus Prêmios Nick.

### 2014: participação no programa musicalSuperStar
Em 2014 participaram do programa musical SuperStar e foram eliminados na terceira audição.

## Integrantes
- Amanda Wicthoff Neves (Mia) - vocal e piano (2006-2016)
- Gustavo Wicthoff Cunha (Pipo) – guitarra (2006-2016)
- Leonardo Wicthoff Cunha (Léo) – baixo (2006-2016)
- Paulo Wicthoff Cunha (Paulinho) – bateria (2006-2016)

### Ex-integrantes
- Rodrigo Wicthoff Cunha - backing vocal (2006-2007)

## Discografia

### Álbuns de estúdio
- 2008: Nada Mais Importa Agora
- 2010: O que Eu Quero pra Mim
- 2011: CW7

### Singles
| Ano  | Single               | Paradas     | Paradas       | Álbum                  |
| Ano  | Single               | BRA Hot 100 | BRA Bill. Pop | Álbum                  |
| ---- | -------------------- | ----------- | ------------- | ---------------------- |
| 2010 | “Será Você”          | 34          | 30            | O que Eu Quero pra Mim |
| 2011 | “Me Acorde pra Vida” | 15          | —             | CW7                    |
| 2011 | “Tudo Que Eu Sinto”  | 9           | —             | CW7                    |
| 2012 | “Por Horas e Horas”  | 24          | —             | —                      |
| 2013 | “Tenho Pressa”       | 90          | —             | —                      |

## Trilha sonora
| Ano  | Música               | Novela    |
| ---- | -------------------- | --------- |
| 2012 | "Me Acorde Pra Vida" | Carrossel |
| 2012 | "Será Você"          | Carrossel |

## Prêmios e indicações
| Ano  | Prêmio                 | Categoria              | Trabalho indicado    | Resultado | Ref           |
| ---- | ---------------------- | ---------------------- | -------------------- | --------- | ------------- |
| 2011 | Video Music Brasil     | Revelação              | CW7                  | Indicado  |               |
| 2011 | Meus Prêmios Nick      | Revelação Musical      | CW7                  | Indicado  | [ 11 ] [ 12 ] |
| 2011 | Prêmio Multishow       | Revelação              | CW7                  | Indicado  |               |
| 2011 | Video Music Brasil     | Hit do Ano             | "Me Acorde pra Vida" | Venceu    | [ 13 ]        |
| 2012 | MTV Video Music Brasil | Hit do Ano             | "Tudo Que eu Sinto"  | Indicado  | [ 13 ]        |
| 2013 | Kid's Choice Awards    | Voz Favorita do Brasil | Mia Wicthoff         | Venceu    | [ 14 ]        |